# Bianco Fiore
Bianco Fiore – polski zespół muzyki dawnej, działający nieprzerwanie od 1997 w Gdańsku. 
Założycielem Bianco Fiore jest Magdalena Warżawa. Obecnie jest to konsort fletów prostych, specjalizujący się w interpretacji muzyki renesansu i baroku. Zespół może pochwalić się wieloma koncertami w Polsce jak i za granicą, sukcesami na wielu festiwalach (m.in. Międzynarodowy Festiwal Muzyki Dawnej we Lwowie, Międzynarodowe Spotkania z Muzyką Dawną w Świeradowie Zdroju, Elbląskie Dni Muzyki Dawnej, Festiwal Maj z Muzyką Dawną we Wrocławiu, czy Festiwalu Anima Musica w Gdyni). Bianco Fiore występowało w tak prestiżowych miejscach, jak Filharmonia Berlińska i Polska Filharmonia Bałtycka.

## Aktualny skład
Obecnie w skład zespołu Bianco Fiore wchodzą:
- Magdalena Warżawa – założycielka
- Adela Czaplewska
- Katarzyna Czubek
- Justyna Novaković

## Najważniejsze nagrody
- Nagroda Prezydenta Miasta Gdańska w Dziedzinie Kultury (2001)[3]
- Nagroda Prezydenta Miasta Gdańska w Dziedzinie Kultury za osiągnięcia artystyczne (2003)[3]
- I nagroda na Międzynarodowym Konkursie Zespołów Muzyki Dawnej w Malborku (2003)
- I nagroda i najwyższe wyróżnienie „Suma cum laude” na Europejskim Festiwalu w Neerpelt w Belgii (2003)
- Grand Prix i trzy złote Harfy Eola na Ogólnopolskim Konkursie Zespołów Muzyki Dawnej „Schola Cantorum” w Kaliszu
- II miejsce na Międzynarodowym Festiwalu Muzyki Dawnej Musica Antiqua Viva w Żorach (październik 2013)

Źródło:.